# Lijst van voetbalinterlands Liberia - Libië
Deze lijst van voetbalinterlands is een overzicht van alle officiële voetbalwedstrijden tussen de nationale teams van Liberia en Libië. De Afrikaanse landen speelden tot op heden drie keer tegen elkaar. De eerste ontmoeting, een vriendschappelijk duel, werd gespeeld in Tripoli op 27 mei 2008. Het laatste duel, eveneens een vriendschappelijke wedstrijd, vond plaats op 14 oktober 2023 in Khouribga (Marokko).

## Wedstrijden
| № | Plaats    | Datum           | Competitie        | Wedstrijd       | Uitslag |
| - | --------- | --------------- | ----------------- | --------------- | ------- |
| 1 | Tripoli   | 27 mei 2008     | Vriendschappelijk | Libië − Liberia | 4 − 2   |
| 2 | Tunis     | 14 juni 2021    | Vriendschappelijk | Libië − Liberia | 0 − 1   |
| 3 | Khouribga | 14 oktober 2023 | Vriendschappelijk | Liberia − Libië | 2 − 3   |

## Samenvatting
| Competitie        | Totaal gespeeld | Winst Liberia | Gelijk | Winst Libië | Doelsaldo Liberia – Libië |
| ----------------- | --------------- | ------------- | ------ | ----------- | ------------------------- |
| Vriendschappelijk | 3               | 1             | 0      | 2           | 5 − 7                     |
| Totaal            | 3               | 1             | 0      | 2           | 5 − 7                     |

LFA · Liberiaans vrouwenelftal
Interlands
Tegenstander:
Algerije ·
Angola ·
Benin ·
Botswana ·
Burkina Faso ·
Burundi ·
Centraal-Afrikaanse Republiek ·
Colombia ·
Congo-Brazzaville ·
Congo-Kinshasa ·
Djibouti ·
Egypte ·
Equatoriaal-Guinea ·
Ethiopië ·
Gabon ·
Gambia ·
Ghana ·
Guinee ·
Guinee-Bissau ·
Indonesië ·
Irak ·
Ivoorkust ·
Kaapverdië ·
Kameroen ·
Kenia ·
Lesotho ·
Libië ·
Madagaskar ·
Malawi ·
Maleisië ·
Mali ·
Marokko ·
Mauritanië ·
Mauritius ·
Mexico ·
Namibië ·
Niger ·
Nigeria ·
Oeganda ·
Oman ·
Papoea-Nieuw-Guinea ·
Rwanda ·
Sao Tomé en Principe ·
Senegal ·
Sierra Leone ·
Soedan ·
Tanzania ·
Thailand ·
Togo ·
Tsjaad ·
Tunesië ·
Zambia ·
Zimbabwe ·
Zuid-Afrika
LFF · A-internationals · Bondscoaches · Libisch vrouwenelftal · Olympisch elftal
1960 – 1969 · 
1970 – 1979 · 
1980 – 1989 · 
1990 – 1999 · 
2000 – 2009 · 
2010 – 2019 ·
2020 − 2029
1964 · 
1965 · 
1966 · 
1967 · 
1968 · 
1969 · 
1970 · 
1971 · 
1972 · 
1973 · 
1974 · 
1975 · 
1976 · 
1977 · 
1978 · 
1979 · 
1980 · 
1981 · 
1982 · 
1983 · 
1984 · 
1985 · 
1986 · 
1987 · 
1988 · 
1989 · 
1990 · 
1991 · 
1992 · 
1993 · 
1994 · 
1995 · 
1996 · 
1997 · 
1998 · 
1999 · 
2000 · 
2001 · 
2002 · 
2003 · 
2004 · 
2005 · 
2006 · 
2007 · 
2008 · 
2009 · 
2010 · 
2011 · 
2012 · 
2013 ·
2014 ·
2015 ·
2016 ·
2017 ·
2018 ·
2019 ·
2020 ·
2021 ·
2022 ·
2023
Algerije ·
Angola ·
Argentinië ·
Bahrein ·
Benin ·
Botswana ·
Burkina Faso ·
Canada ·
Centraal-Afrikaanse Republiek ·
Comoren ·
Congo-Brazzaville ·
Congo-Kinshasa ·
Egypte ·
Equatoriaal-Guinea ·
Ethiopië ·
Gabon ·
Gambia ·
Ghana ·
Griekenland ·
Guinee ·
Indonesië ·
Irak ·
Iran ·
Ivoorkust ·
Jemen ·
Jordanië ·
Kaapverdië ·
Kameroen ·
Kazachstan ·
Kenia ·
Koeweit ·
Lesotho ·
Libanon ·
Liberia ·
Malawi ·
Maleisië ·
Mali ·
Malta ·
Marokko ·
Mauritanië ·
Mauritius ·
Mozambique ·
Myanmar ·
Namibië ·
Niger ·
Nigeria ·
Oeganda ·
Oekraïne ·
Oman ·
Palestina ·
Polen ·
Qatar ·
Rwanda ·
Sao Tomé en Principe ·
Saoedi-Arabië ·
Senegal ·
Seychellen ·
Soedan ·
Swaziland ·
Syrië ·
Tanzania ·
Thailand ·
Togo ·
Tsjaad ·
Tunesië ·
Turkije ·
Uruguay ·
Verenigde Arabische Emiraten ·
Wit-Rusland ·
Zambia ·
Zimbabwe ·
Zuid-Afrika ·
Zuid-Korea